# Districte de Saskatchewan

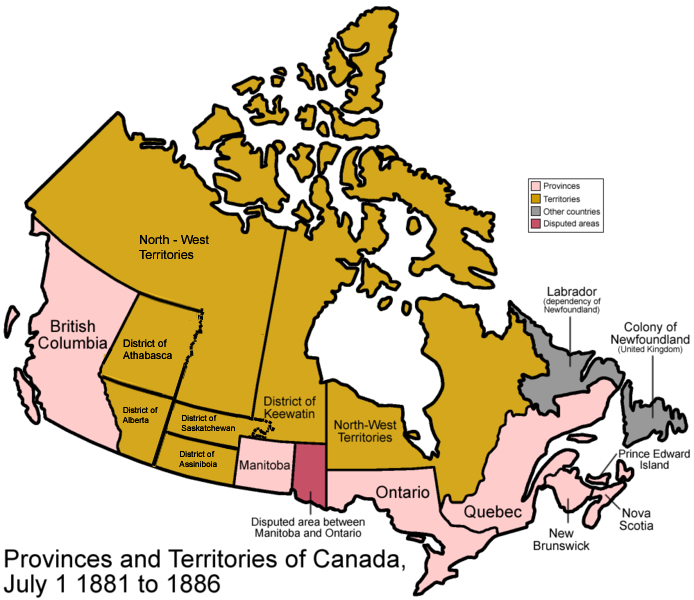
Districtes del Canadà el 1882

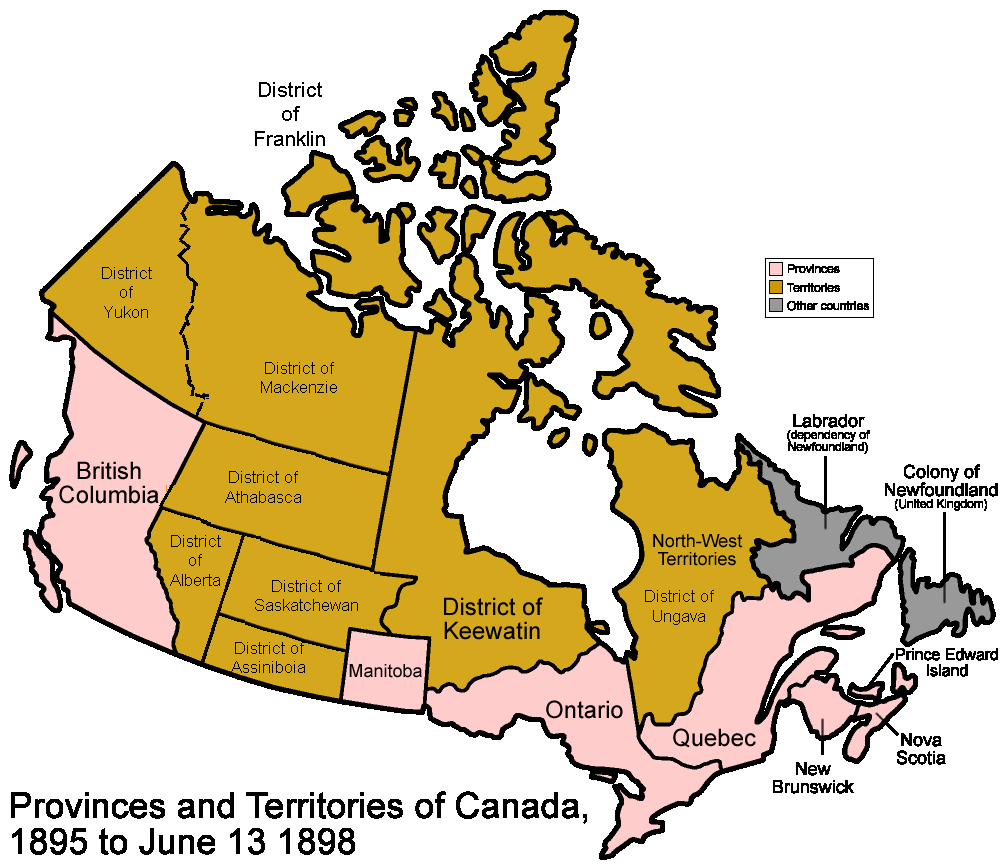
Districtes del Canadà el 1895

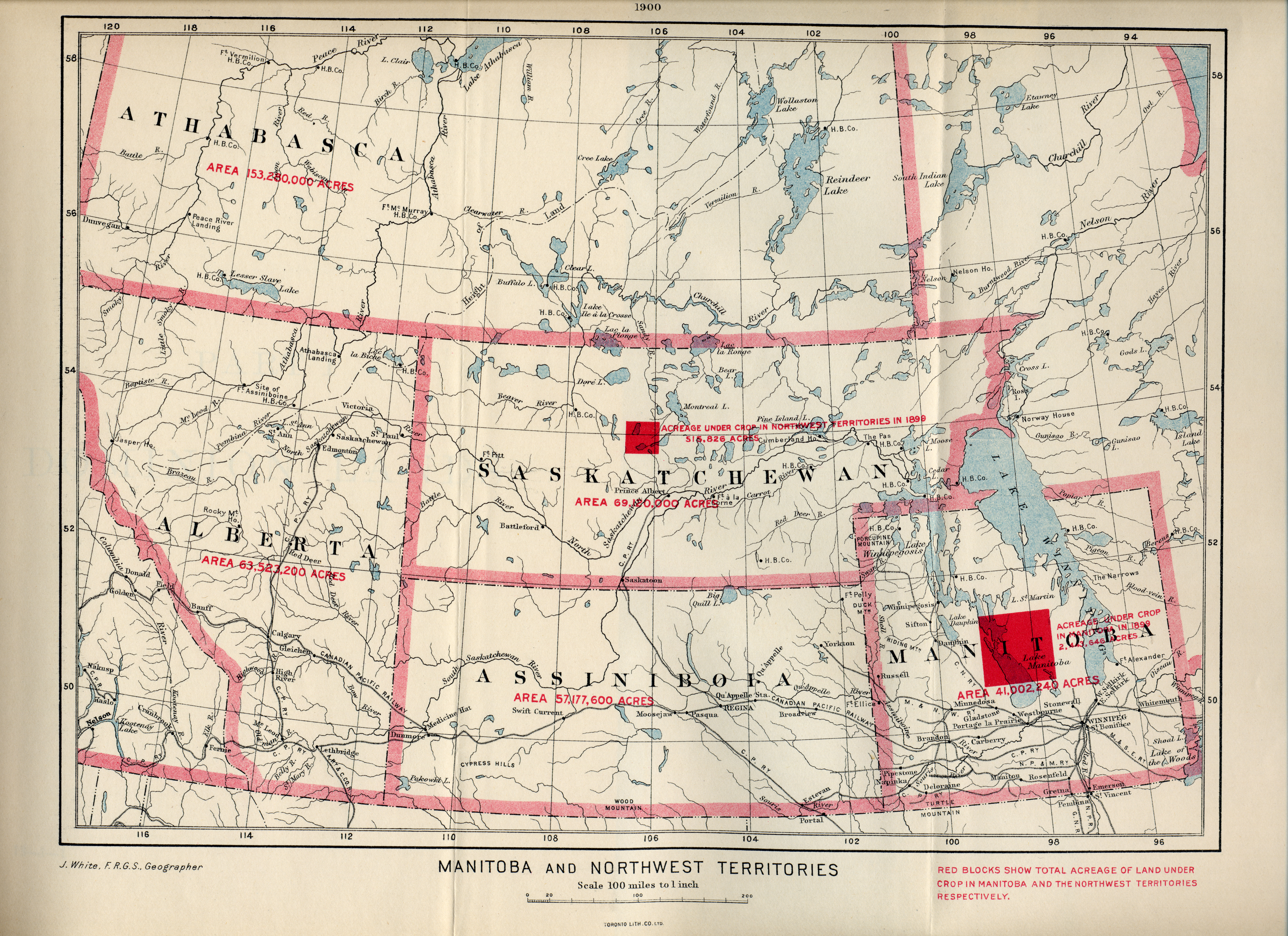
Mapa del 1900 que mostra els límits del Districte de Saskatchewan.

El Districte de Saskatchewan va ser una divisió administrativa dels Territoris del Nord-oest, Canadà. Es va crear el 1882, posteriorment va veure augmentada la seva extensió i finalment fou abolit el 1905 amb la creació de les províncies d'Alberta i Saskatchewan.
La major part del districte fou incorporada a la província de Saskatchewan, però la part més occidental passà a formar part d'Alberta i la més oriental, que s'estenia fins al llac Winnipeg, forma part de l'actual Manitoba.
Els conflictes durant la Rebel·lió del Nord-oest de 1885 es van produir al districte de Saskatchewan.

## Assentaments
El 1888 el districte de Saskatchewan incloïa cinc assentaments de parla francesa: St. Laurent, Fish Creek, Duck Lake, Batoche i St. Louis de Langevin a la zona de South Branch, al riu Saskatchewan; i els assentaments de Green Lake, La Ronge, Red Deer Lake, Nut Lake, Birch River, Fort de la Corne, Snake Plains (al nord-oest de Carleton, prop del llac Muskeg), Birch Hills, Clarke's Crossing, Shell River (15 milles al nord-oest de Prince Albert), Carrot River, Cumberland House, The Pas, Grand Rapids, Battleford, Fort Pitt, Frog Lake, Onion Lake, Cold Lake, Fort Carlton, Humboldt i Saskatoon.
El districte també era la llar de diferents comunitats cree que vivien en reserves índies i petits grups dene que vivien al nord-oest, prop del llac Cold.
En total el districte de Saskatchewan tenia 10.595 habitants el 1885, sent la capital i assentament més gran Prince Albert.